# 林孔德爾迪亞布洛 (加利福尼亞州)
林孔德爾迪亞布洛（英語：Rincon Del Diablo）是位於美國加利福尼亞州聖地牙哥縣的一個非建制地區。該地的面積和人口皆未知。

## 地理
林孔德爾迪亞布洛的座標為33°05′59″N 117°00′26″W / 33.09972°N 117.00722°W，而該地的平均海拔高度為290米（即954英尺）。